# Згама Петро Миколайович
Петро́ Микола́йович Зга́ма (нар. 15 липня 1923 — пом. 24 серпня 1983) — радянський військовик часів Другої світової війни, командир відділення взводу пішої розвідки 1008-го стрілецького полку 266-ї стрілецької дивізії (5-а ударна армія, 1-й Білоруський фронт), старший сержант. Герой Радянського Союзу (1946).

## Життєпис
Народився 15 липня 1923 року в селі Біляївці, районному центрі Одеської округи (нині місто Одеської області) в селянській родині. Українець. Здобув початкову освіту. Працював у колгоспі Чусовського району Молотовської області РРФСР.
До лав РСЧА призваний Чусовським РВК в серпні 1941 року. Учасник німецько-радянської війни з серпня 1941 року. Воював на Ленінградському, Західному, Південно-Західному і 1-у Білоруському фронтах. Тричі був поранений.
Особливо командир відділення взводу пішої розвідки 1008-го стрілецького полку 266-ї стрілецької дивізії старший сержант П. М. Згама відзначився при проведенні Берлінської наступальної операції. 19 квітня 1945 року в нічному бою за місто Марцен пробрався в тил супротивника, виявив його вогневі засоби і склав схему району оборони. Під час наступу на місто провів групу автоматників, яка ударом з тилу спричинила паніку в обороні ворога і сприяв 1-у стрілецькому батальйону в захопленні кварталів міста. 23 квітня 1-й батальйон полку вийшов на річку Шпрее, але був контратакований значними силами супротивника й опинився під загрозою оточення. Старший сержант П. М. Згама особисто пробрався в тил ворога й вогнем з автомата і гранатами викликав паніку в його лавах. Протягом двох годин вів бій у повному оточенні. Да два дні боїв особисто полонив 20 німецьких солдатів. В ніч з 27 на 28 квітня, виконуючи завдання командування, під прикриттям темряви пробрався в розташування супротивника в районі берлінського кварталу № 95, вивчи в можливі проходи і розташування вогневих засобів ворога й доповів про це командуванню, завдяки чому полк вдало виконав бойове завдання.
По закінченні війни демобілізувався. У 1950 році закінчив дворічну школу з підготовки керівних колгоспних кадрів. Член КПРС з 1955 року. Працював у радгоспах «Дружба» і «Родіна» Біляївського району. Жив у місті Біляївці, де й помер 24 серпня 1983 року.

## Нагороди
Указом Президії Верховної Ради СРСР від 15 травня 1946 року за зразкове виконання бойових завдань командування на фронті боротьби з німецькими загарбниками та виявлені при цьому відвагу і героїзм, старшому сержанту Згамі Петру Миколайовичу присвоєне звання Героя Радянського Союзу з врученням ордена Леніна і медалі «Золота Зірка» (№ 9139).
Також був нагороджений орденом Червоної Зірки (15.03.1945) і медалями.